# Mira Lenardič
Mira Lenardič, slovenska aktivistka, * 1902, Ljubljana, † 1943, Ljubljana.
Lenardičeva je z OF sodelovala od leta 1941, leta 1943 pa je bila ubita v domobranski postojanki v Savljah. Po njej se je leta 1958 poimenovala Mire Lenardičeve ulica v Ljubljani.